# Jessie Mei Li
Jessica Mei Li, detta Jessie (Brighton, 27 agosto 1995), è un'attrice britannica.

## Biografia
Li è nata nel 1995 a Brighton da madre britannica e padre cinese, ed è cresciuta a Redhill. Dopo aver frequentato il Reigate College, ha iniziato a studiare lingue all'università, ma ha abbandonato gli studi successivamente. Nel 2015  
è entrata a far parte del National Youth Theatre e l'anno successivo dell'Identity School of Acting.

## Carriera
Li ha debuttato a teatro nel febbraio 2019, recitando nel ruolo di Claudia Casswell nell'opera All About Eve, al fianco di Gillian Anderson e Lily James.
Nell'ottobre dello stesso anno è stato annunciato che sarebbe stata la protagonista della serie di Netflix Tenebre e ossa, uscita il 23 aprile 2021.
Nel 2021 partecipa al film di Edgar Wright Ultima notte a Soho, nei panni di Lara Chung.

## Filmografia

### Cinema
- Ultima notte a Soho (Last Night in Soho), regia di Edgar Wright (2021)
- Havoc, regia di Gareth Evans (2025)

### Cortometraggi
- Travelooper, regia di Jennifer Sheridan (2019)

### Televisione
- Shortflix – miniserie TV, 1 episodio (2018)
- Strangers – serie TV, 1 episodio (2018)
- Prigionieri di viaggio (Banged Up Abroad) – serie TV, episodio 12x08 (2019)
- Tenebre e ossa (Shadow and Bone) – serie TV, 16 episodi (2021-2023)
- Non c'è niente di cui pentirsi (We Might Regret This) – serie TV, episodio 1x04 (2024)
- The Agency – serie TV, episodi 1x04-1x08 (2024-2025)

### Videoclip
- A Thousand Ringing Bells di Uri Sade (2018)
- Three Weeks di James Humphrys (2021)

## Teatro
- All About Eve, regia di Ivo van Hove (2019)

## Doppiatrici italiane
Nelle versioni in italiano delle opere in cui ha recitato, Jessie Mei Li è stata doppiata da:
- Margherita De Risi in Tenebre e ossa
- Arianna Vignoli in Ultima notte a Soho
- Eva Padoan in The Agency
- Ludovica Bebi in Havoc